# Olivier Blondel
Olivier Blondel (ur. 9 lipca 1979 w Mont-Saint-Aignan) – francuski piłkarz występujący na pozycji bramkarza.

## Kariera klubowa
Blondel karierę rozpoczynał w 1996 roku w zespole FC Rouen z Championnat National. W 1997 roku spadł z nim do CFA. W 1998 roku przeszedł do Le Havre AC z Division 1. W 2000 roku spadł z nim do Division 2. W 2002 roku awansował z nim do Ligue 1. W 2003 roku wraz z zespołem ponownie spadł jednak do Ligue 2. 21 lutego 2004 roku w zremisowanym 1:1 pojedynku tych rozgrywek z Besançon RC zadebiutował w barwach Le Havre. W 2008 roku wywalczył z nim awans do Ligue 1. Wówczas jednak Blondel odszedł z klubu.
Został graczem innego pierwszoligowca, Toulouse FC. W Ligue 1 zadebiutował 15 lutego 2009 roku w wygranym 2:1 spotkaniu z FC Sochaux-Montbéliard. W 2010 roku odszedł do drugoligowego Troyes AC. Przez dwa lata rozegrał tam 54 spotkania. W 2012 roku wrócił do zespołu Toulouse FC. W sezonie 2014/2015 był zawodnikiem FC Istres, a w sezonie 2015/2016 - RC Strasbourg.
| Sezon   | Klub          | Kraj    | Rozgrywki            | Mecze | Bramki | Rozgrywki Europy | Mecze | Bramki |
| ------- | ------------- | ------- | -------------------- | ----- | ------ | ---------------- | ----- | ------ |
| 2003/04 | Le Havre AC   | Francja | Ligue 2              | 2     | 0      | -                | -     | -      |
| 2004/05 | Le Havre AC   | Francja | Ligue 2              | 0     | 0      | -                | -     | -      |
| 2005/06 | Le Havre AC   | Francja | Ligue 2              | 9     | 0      | -                | -     | -      |
| 2006/07 | Le Havre AC   | Francja | Ligue 2              | 1     | 0      | -                | -     | -      |
| 2007/08 | Le Havre AC   | Francja | Ligue 2              | 0     | 0      | -                | -     | -      |
| 2008/09 | Toulouse FC   | Francja | Ligue 1              | 1     | 0      | -                | -     | -      |
| 2009/10 | Toulouse FC   | Francja | Ligue 1              | 13    | 0      | Liga Europy UEFA | 3     | 0      |
| 2010/11 | Troyes AC     | Francja | Ligue 2              | 37    | 0      | -                | -     | -      |
| 2011/12 | Troyes AC     | Francja | Ligue 2              | 17    | 0      | -                | -     | -      |
| 2012/13 | Toulouse FC   | Francja | Ligue 1              | 4     | 0      | -                | -     | -      |
| 2013/14 | Toulouse FC   | Francja | Ligue 1              | 0     | 0      | -                | -     | -      |
| 2014/15 | FC Istres     | Francja | Ligue 1              | 16    | 0      | -                | -     | -      |
| 2015/16 | RC Strasbourg | Francja | Championnat National | 0     | 0      | -                | -     | -      |